# Neurobasis awamena
Neurobasis awamena är en trollsländeart som beskrevs av John Michalski 2006. Neurobasis awamena ingår i släktet Neurobasis och familjen jungfrusländor. Inga underarter finns listade i Catalogue of Life.